# Pauline Vanier

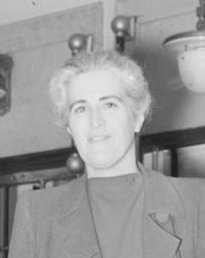
Pauline Vanier, 1940.

Pauline Vanier (ur. 28 marca 1898 w Montrealu, zm. 23 marca 1991) – kanadyjska służebnica Boża Kościoła katolickiego.

## Życiorys
Pauline Vanier urodziła się w religijnej rodzinie. W dniu 29 września 1921 roku jej mężem został Georges Vanier; z tego związku urodziła pięcioro dzieci (m.in. Jean Vanier). Stała się jednym z pierwszych kanadyjskich dyplomatów zawodowych. W czasie II wojny światowej w 1940 roku była pielęgniarką Czerwonego Krzyża i opiekowała się rannymi. Była kanclerzem na Uniwersytecie w Ottawie. Po śmierci męża, w marcu 1967 roku, została powołana w kwietniu do Królewskiej Tajnej Rady dla Kanady. Zmarła 23 marca 1991 roku, w opinii świętości i została pochowana obok męża w cytadeli Quebec. Obecnie trwa jej proces beatyfikacyjny.

## Odznaczenia
- Order Kanady
- Order Świętego Jana Jerozolimskiego